# Aimão de Rans
Aimão de Rans (em francês: Aymon; em latim: Aimo) foi o senhor de metade da Baronia de Chalandritza na Grécia franca de 1311 até ca. 1316. Após sua vitória sobre Ferdinando de Maiorca na Batalha de Manolada, Luís da Borgonha, o novo príncipe da Acaia, deu a baronia vacante inteira para dois de seus seguidores borgonheses, Aimão de Rans e seu irmão Otão. Otão morreu logo depois, e Aimão vendeu o domínio para o senhor de Quios Martinho Zaccaria e retornou para sua terra natal.